# Ifrite
Ifrite (masculino) (em árabe: عفريت; romaniz.: Ifrit; pl. عفاريت) e Ifrita (Ifritah; feminino), na mitologia árabe, são os gênios maléficos da classe dos djins, notórios por sua grande força e astúcia.

## Características
Um ifrite apresenta-se como uma enorme criatura alada constituída de fogo, que vive no subsolo e costuma frequentar ruínas. Armas comuns nada podem contra eles, todavia, sendo suscetíveis à magia, podem se tornar vítimas ou escravos de humanos que dominam as técnicas apropriadas. Os ifrites vivem numa sociedade organizada nos moldes tribais árabes, com reis, tribos e clãs. Geralmente, eles casam-se entre si, mas podem também casar-se com seres humanos. Na maioria das histórias, pessoas afortunadas encontram ifrites que foram presos por magos em lâmpadas mágicas e forçados a conceder desejos.
Da mesma forma que os jinni em geral, os ifrites podem ser descritos como crentes (no Islamismo) e infiéis, bons ou maus. Mais frequentemente, são retratados como perversos e impiedosos. Também são citados nas Mil e Uma Noites.